# X-hoogte
De x-hoogte is in de typografie de hoogte van de onderkastletters zonder stok of staart, zoals de kleine letter x waarnaar deze hoogte dan ook genoemd is.

## Grijsbeeld
Bij eenzelfde korpsgrootte hebben verschillende lettertypes dikwijls heel verschillende x-hoogtes. Dit is typografisch van groot belang, doordat de verhouding tussen x-hoogte enerzijds en stok- en staarthoogte anderzijds bepaalt hoeveel wit er op een pagina te zien is. Is de x-hoogte relatief groot ten opzichte van stok- en staartletters en dan doorgaans ook ten opzichte van de hoofdletters, dan is er veel zwart op de pagina. Is de x-hoogte daarentegen klein, dan is er relatief veel wit tussen de stokken onderling en tussen de staarten onderling. Dit heeft grote invloed op het grijsbeeld – de drukkers-vakterm is kleur – van de zetspiegel.
Bij lettertypen ontworpen voor kranten wordt de lengte van de staarten vaak zo kort mogelijk gehouden om zo veel mogelijk tekst op een pagina kwijt te kunnen. Goede voorbeelden daarvan zijn de Cheltenham, een Amerikaanse letter, en de Times New Roman speciaal ontworpen door de Engelse firma Monotype. Voor meer bibliofiele uitgaven waren echter ook matrijzen beschikbaar voor verlengde staartletters of long descenders. Een tekst daarmee gezet, krijgt een ander uiterlijk en een heel andere kleur. 

### Krantenkoppen
Een teveel aan wit kan bij krantenkoppen als hinderlijk worden ervaren. Deze zijn immers doorgaans gezet uit zeer grote en vette letters, in extreme gevallen zogenaamde chocoladeletters. De officiële naam voor deze chocoladeletters is egyptienne aangezien letters met dergelijke dikke schreven eind 18e eeuw populair werden, vlak na de Napoleontische expeditie naar Egypte. Het wit tussen stokken of tussen staarten zou grote gaten in het paginabeeld kunnen slaan. Daarom maken kranten waar de één (de voorpagina) goeddeels door koppen wordt ingenomen (de populaire pers) vaak alleen gebruik van kapitalen. De x-hoogte is dan immers niet meer van belang, noch de discrepantie met stok- en staart-hoogte.

## Klein kapitaal
De x-hoogte is veelal ook bepalend voor de afmetingen van het kleinkapitaal: hoofdletters, maar van een kleinere maat dan de gewone hoofdletters en doorgaans even hoog als de letter x.

## Diversiteit
Sommige lettertypes, zoals de Trinité en de Lexicon van Bram de Does hebben versies met verschillende x-hoogtes.

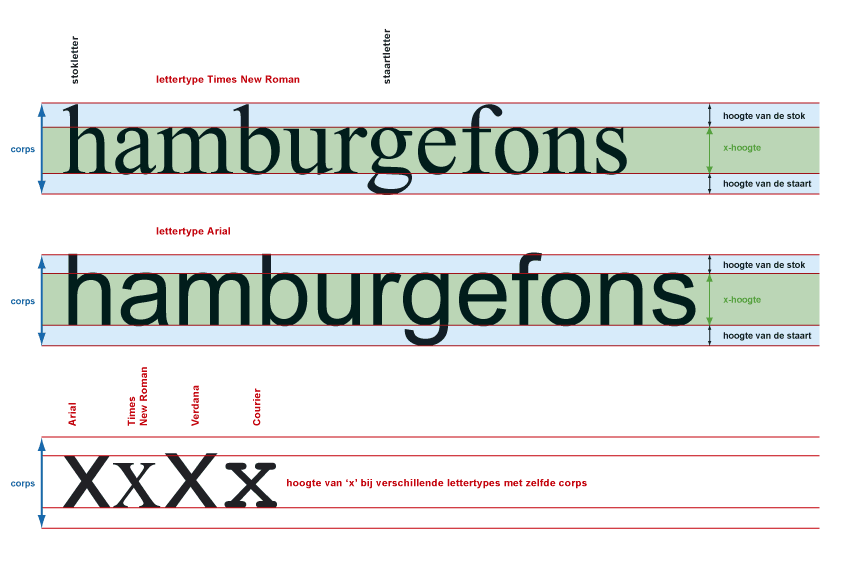